# Ринкуле-Земзаре, Дзидра
Дзи́дра Ри́нкуле-Зе́мзаре (настоящая фамилия Земзаре, латыш. Rinkule-Zemzare, 8 июля 1920, Рига, Лифляндская губерния — 4 ноября 2007, Рига) — латышская и советская писательница.

## Биография
Родилась в семье торгового работника и учительницы. Окончила среднюю школу в Дубулты (1941).
Училась на филологическом факультете Латвийского университета (1942—1948), была отчислена с 5 курса. Работала учительницей, в том числе в Рижской музыкальной школе имени Э. Дарзиня
Автор стихотворений и рассказов, главным образом, для детей. Первая публикация автора — стихотворение под названием «Друзья», опубликовано в журнале «Эпоха» в 1942 году (№ 20). Первый журналистский очерк «Два учителя», опубликовано в «Советская латвийская школа» в 1952 году (№ 3).
В 1958 году принята в Союз писателей СССР.
Занимала активную позицию в борьбе по сохранению животных в Рижском зоопарке, с которыми тот расставался из-за начавшихся с распадом СССР финансовых трудностей. Проводила кампанию по сбору средств на содержание родившейся в Рижском зоопарке слонихи Зузите.

### Сценарии
- По сценарию Ринкуле снят фильм «Часы капитана Энрико» (1967), для сценария был использован её рассказ «Часы капитана» («Kapteiņa pulkstenis», 1967).
- сценарист мультфильма «Первая скрипка» (с Вольпиным М., 1958)
- сценарист мультфильма «Хочу! Хочу! Хочу!» (1973)[2]

## Награды и премии
Книга «Живое дерево» в 1982 году получила премию Пастарина, присуждаемую за лучший вклад в детскую литературу в течение последних двух лет.

## Семья
Брат — писатель и художник Улдис Земзарис.